# Оскская письменность
Оскская письменность — система письма, существовавшая на территории Южной Италии и использовавшаяся для записи оскского языка, в VII—I веках до н. э.

## Особенности
Оски начали использовать один из вариантов староэтрусского алфавита в VII—VI веках до н. э. Постепенно он развился в самостоятельную систему письма. Древнейшая надпись таким письмом датируется V веком до н. э. Оскский алфавит унаследовал некоторые знаки, оставшиеся от греческого, но не использовавшиеся в этрусском, такие как b, g и d. Также в нём возникли буквы  и , означавшие соответственно [i:] и [u:]. В качестве разделительного символа использовалась точка.
Оскская письменность, как и оскский язык, вышла из употребления после ассимиляции осков римлянами около I века до н. э.

Кусочек черепицы с оскскими буквами, II век до н. э.
Оскские буквы с латинским аналогом и фонетическим значением
Приблизительная область распространения оскской письменности